# Volvo Car Open 2018
Il Volvo Car Open è stato un torneo femminile di tennis giocato sulla terra verde. È stata la 46ª edizione del Volvo Car Open, che fa parte della categoria Premier nell'ambito del WTA Tour 2018. Il torneo si è giocato al Family Circle Tennis Center di Charleston dal 2 all'8 aprile 2018.

## Partecipanti

### Teste di serie
| Nazionalità | Giocatrice           | Ranking* | Testa di serie |
| ----------- | -------------------- | -------- | -------------- |
| Francia     | Caroline Garcia      | 7        | 1              |
| Rep. Ceca   | Petra Kvitová        | 9        | 2              |
| Russia      | Dar'ja Kasatkina     | 11       | 3              |
| Stati Uniti | Sloane Stephens      | 12       | 4              |
| Germania    | Julia Görges         | 13       | 5              |
| Regno Unito | Johanna Konta        | 14       | 6              |
| Stati Uniti | Madison Keys         | 15       | 7              |
| Lettonia    | Anastasija Sevastova | 17       | 8              |
| Australia   | Ashleigh Barty       | 20       | 9              |
| Giappone    | Naomi Ōsaka          | 22       | 10             |
| Australia   | Dar'ja Gavrilova     | 26       | 11             |
| Paesi Bassi | Kiki Bertens         | 29       | 12             |
| Romania     | Irina-Camelia Begu   | 37       | 13             |
| Francia     | Alizé Cornet         | 38       | 14             |
| Romania     | Mihaela Buzărnescu   | 39       | 15             |
| Russia      | Elena Vesnina        | 43       | 16             |

* Ranking al 19 marzo 2018.

### Altre partecipanti
Le seguenti giocatrici hanno ricevuto una wild card per il tabellone principale:
- Sara Errani
- Bethanie Mattek-Sands

Le seguenti giocatrici sono passate dalle qualificazioni:

- Francesca Di Lorenzo
- Caroline Dolehide
- Georgina García Pérez
- Vera Lapko
- Claire Liu
- Sílvia Soler Espinosa
- Fanny Stollár
- Maryna Zanevs'ka

La seguente giocatrice è entrata in tabellone come lucky loser:
- Dajana Jastrems'ka

### Ritiri
Prima del torneo
- Catherine Bellis → sostituita da  Kristie Ahn
- Kaia Kanepi → sostituita da  Polona Hercog
- Ana Konjuh → sostituita da  Andrea Petković
- Petra Martić → sostituita da  Sofia Kenin
- Shelby Rogers → sostituita da  Jennifer Brady
- Lucie Šafářová → sostituita da  Taylor Townsend
- Maria Sakkarī → sostituita da  Bernarda Pera
- Sloane Stephens → sostituita da  Dajana Jastrems'ka
- Barbora Strýcová → sostituita da  Natal'ja Vichljanceva

Durante il torneo
- Beatriz Haddad Maia
- Vera Lapko

## Punti e montepremi
| Torneo              | Torneo              | V       | F      | SF     | QF     | 3T    | 2T    | 1T    | Q  | Q2    | Q1  |
| Singolare femminile | Punti               | 470     | 305    | 185    | 100    | 55    | 30    | 1     | 25 | 13    | 1   |
| Singolare femminile | Premi in denaro ($) | 137,125 | 72,841 | 35,890 | 18,387 | 9,568 | 4,898 | 2,516 | –  | 1,150 | 700 |
| Doppio femminile    | Punti               | 470     | 305    | 185    | 100    | -     | -     | 1     | –  | –     | –   |
| Doppio femminile    | Premi in denaro ($) | 42,850  | 22,900 | 12,510 | 6,365  | -     | -     | 3,460 | –  | –     | –   |

## Campionesse

### Singolare
Kiki Bertens ha battuto in finale  Julia Görges con il punteggio di 6-2, 6-1.
- È il quinto titolo in carriera per la Bertens, il primo della stagione.

### Doppio
- Alla Kudrjavceva /  Katarina Srebotnik hanno battuto in finale  Andreja Klepač /  María José Martínez Sánchez con il punteggio di 6-3, 6-3.